# Les Vacanciers (nouvelle)
Pour l’article homonyme, voir Les Vacanciers.
Les Vacanciers (titre original : The Summer People) est une nouvelle d'horreur psychologique de Shirley Jackson, originellement parue dans le magazine américain Charm en 1950 puis republiée dans l'anthologie Best American Short Stories de 1951. En 2016, elle est rééditée par Penguin Books dans le recueil posthume Dark Tales, traduit trois ans plus tard en français sous le titre La Loterie et autres contes noirs,.
La nouvelle, qui suit le récit d'un vieux couple décidant de rester plus longtemps dans leur résidence secondaire en campagne à la fin de l'été, rassemble plusieurs thèmes de prédilections de Jackson que l'on pouvait déjà retrouver dans son récit le plus célèbre, La Loterie : la nature perverse qui peut se cacher derrière chaque relation humaine, et puis le foyer qui joue à la fois le rôle de bouclier et de cellule.

## Résumé
Janet et Robert Allison sont un vieux couple de sexagénaires ordinaires possédant un chalet de vacances situé à côté d'un petit bourg dans la campagne retirée de Nouvelle-Angleterre. À chaque début d'été depuis près de dix-sept ans, Janet et Robert quittent leur appartement de New York où ils vivent pour aller passer toutes leurs grandes vacances dans leur chalet, et ne reviennent en ville que le premier mardi de septembre, juste après la fête du Travail.
Ne travaillant plus et ayant des enfants qui sont désormais grands et qui ne les accompagnent plus, les Allison ne voient plus l'intérêt de rentrer aussitôt ; regrettant à chaque fois de ne pas être resté à leur chalet plus longtemps lorsque les beaux jours se prolongent, ils décident cette fois-ci de rester un mois de plus après la fête du Travail. Le lendemain de la fête, les Allison descendent au village pour faire leurs courses hebdomadaires et, par la même occasion, annoncer aux locaux qu'ils comptent rester un peu plus longtemps cette année. La nouvelle est prise avec réserve : l'épicier Mr. Babcock affirme qu'aucun vacancier n'est jamais resté dans le coin après la fête du Travail, et Mr Charley Walpole, propriétaire de la droguerie-quincaillerie, leur avoue qu'il ne pense pas que ce soit une bonne idée. Mais les Allison ne les écoutent pas, et Janet pense que leur séjour prolongé fait d'eux davantage des gens du coin.
Le lendemain, le couple vaque à ses occupations et profite de sa première journée de vacances prolongées. À leur désarroi, ils ne reçoivent pas le courrier qu'ils attendaient. Le surlendemain, le livreur de pétrole est accueilli par Mrs Allison, et lorsqu'elle lui explique qu'ils risquent de tomber en panne, le livreur lui répond qu'il ne peut lui vendre du pétrole : après la fête du Travail, ses stocks sont vides, et il ne peut subvenir à leurs besoins. Peu après, Mr Allison revient de la boîte aux lettres toujours les mains vides ; les lettres que les Allison reçoivent chaque semaine de leurs enfants, Anne et Jerry, ne sont toujours pas là.
Le jour d'après, Mrs Allison utilise le vieux téléphone mural pour appeler l'épicerie et demander de passer sa commande un jour plus tôt, mais Mr Babcock, au bout du fil, lui explique qu'après la fête du Travail les livraisons à domicile ne se font plus du fait que son employé retourne à l'école. Il lui apprend par la même occasion que leurs voisins, Mr Hall, qui leur fournissent œufs et beurre, sont partis voir de la famille dans le Nord. Après lui avoir assuré qu'ils ont tout ce qu'il faut au chalet, Mr Babcock raccroche. Janet, refusant de se laisser aller par ces désagréments, décide de continuer à profiter de la campagne.
Le lendemain, alors que Mr Allison veut utiliser la voiture, il s'aperçoit que celle-ci ne démarre pas. Il tente d'appeler la station-service qui les a déjà dépanné l'été passé, mais personne ne répond au bout du fil. Anxieuse, sa femme lui propose d'aller chercher le courrier : lorsque Robert revient, c'est avec une lettre de Jerry. Tous deux la lisent, mais Janet a la sensation que ce n'est pas son fils qui a rédigé ces mots, sans pour autant parvenir à trouver un détail concret qui légitimerait son impression. Peu après, Mr Allison tente de rappeler la station-service, et réalise que le téléphone ne marche plus.
Le soir même, après le souper, les Allison se retrouvent blottis l'un contre l'autre dans l'obscurité, écoutant la radio et observant par la fenêtre du chalet l'orage qui approche au-dehors. Mr Allison avoue que si la voiture ne marche pas, c'est parce que quelqu'un l'a saboté, et Janet lui répond que si le téléphone ne marche pas, c'est parce que les fils ont été coupés. Elle avoue par la même occasion qu'elle sent malgré tout mieux vis-à-vis de la lettre de leur enfant, et Robert lui répond qu'il a compris depuis qu'il a vu la lumière chez leurs voisins les Hall (censé être partis) la veille. Impuissant, le vieux couple se ressert l'un contre l'autre tandis que la foudre s'abat : ils ne peuvent rien faire d'autre qu'attendre, et voir quel sort éventuel on leur réserve.

## Réception
Selon Miles Hyman, illustrateur franco-américain, Les Vacanciers représente « l'un des chefs-d'œuvre de la fiction de Shirley Jackson ».

## Thèmes
Cette nouvelle est un assez bon échantillon de l'univers littéraire de Shirley Jackson : sont ici représentés les thématiques de la dualité par les tensions entre les citadins (les Allison) et les ruraux (locaux), du foyer en tant que lieu à la fois de protection et de piège avec le chalet, ou encore de la nature instable des relations humaines qui, très vite, peuvent passer de la politesse hypocrite à la malfaisance.

## Analyse
Les Vacanciers est très représentative de la plume de Jackson. En effet, cette nouvelle parvient à développer une angoisse croissante au fil de son récit grâce à la menace « sotto voce » (selon les mots de Miles Hyman) qu'elle met en place, toujours implicite et exprimée seulement à demi-mot, et ce jusqu'à l'explosion supposée finale qui n'est pourtant jamais directement dépeinte : l'orage automnal en approche à la fin de la nouvelle est la personnification de cette menace qui plane sur les Allison, mais le lecteur n'a pas l'occasion de voir par lui-même quel destin funeste les locaux réservent au vieux couple ; on peut seulement imaginer ce qui pourrait leur arriver, et c'est cette incertitude qui crée cette appréhension discrète puis insoutenable,.
Les Vacanciers exploite aussi l'idée de « pacte implicite » formulé par Jackson dans d'autres de ses œuvres, notamment La Loterie et À la maison : ce pacte, indirect et jamais clairement exprimé, illustre l'insertion (ou, dans le cas opposé, l'échec d'insertion) d'un personnage dans un environnement qui n'est pas le sien. Ici, les Allison, citadins en vacances, échouent à compléter ce pacte avec les habitants de la région : en enfreignant le non-dit (celui de ne pas rester après la fête du Travail), ils se mettent à pâtir d'une hostilité aussitôt ouvertement affichée de la part des locaux. Cet enfreint qu'on leur fait payer signifie que, contrairement aux apparences, les Allison n'ont pas réussi à se faire assimiler par les habitants de la région.
D'une certaine façon, la punition infligée par les locaux aux Allison peut être vue comme une forme de retour du bâton : les Allison, au début du récit, représentent la figure type du citadin qui croit faire partie de la communauté rurale dans laquelle il se rend en villégiature dont pourtant il ne connaît rien et qui n'a de cesse de vanter le caractère plus vrai et traditionnel des relations hors de la ville, mais qui malgré tout pose un regard supérieur et prétentieux sur les ruraux. C'est le cas de Janet Allison, qui raille le caractère des locaux (« […] quelle désolation de voir à quel point la vieille souche yankee de Nouvelle-Angleterre s'était dégradée. […] Trop de mariages consanguins depuis des générations, dit-il. Ça et une terre pauvre. ») ou qui les voit comme des êtres interchangeables n'ayant pour unique but que de servir les vacanciers venant de la ville : « […] une femme qu'elle croyait reconnaître dans la boutique, peut-être la femme qui leur avait vendu des fruits rouges une année, ou celle qui donnait parfois un coup de main à l'épicerie... »

## Édition française
Les Vacanciers est traduite pour la première fois en français par Odette Ferry, sous le titre Les Gens de l'été, dans la traduction de l'anthologie Alfred Hitchcock présente : Histoires à faire peur chez Robert Laffont en 1965.
La nouvelle est traduite à nouveau par Fabienne Duvigneau avec la parution du recueil La Loterie et autres contes noirs par les éditions Payot et Rivages dans leur collection Rivages/Noir en 2019.

## Adaptation
La nouvelle est adaptée pour la télévision en 1974, comme épisode de la série télévisée Histoires insolites, sous le titre Les Gens de l'été.